# Don Jon
Don Jon (prt: Don Jon; bra: Como Não Perder Essa Mulher) é um filme estadunidense de 2013, dos gêneros comédia romântica e comédia dramática, estrelado, escrito e dirigido por Joseph Gordon-Levitt como Jon Martello, um moderno Don Juan sem compromissos em sua vida. Seus amigos o chamam de Don Jon por causa de sua capacidade de atrair diversas mulheres em uma semana. Ele começa a se questionar após conhecer Barbara, por quem se apaixona. Produzido por Ram Bergman e Nicolas Chartier, que também dispõe de Scarlett Johansson, e Julianne Moore, com Rob Brown, Glenne Headly, Brie Larson, e Tony Danza no elenco. O filme estreou com o título original Don Jon's Addiction, no Festival de Cinema de Sundance em 18 de janeiro de 2013, sua estréia nos cinemas americanos ocorreu em 27 de setembro de 2013. Também está programado que o mesmo seja exibido no Festival de Toronto.

## Sinopse
Jon Martello é um jovem italiano-americano e moderno Don Juan que vive e trabalha como barman em Nova Jersey, com uma pequena lista de coisas com as quais se importa: "meu corpo, meu apartamento, meu carro, minha família, minha igreja, meus amigos, minhas garotas, meu pornô". Embora tenha uma vida sexual muito ativa, ele fica mais satisfeito sexualmente vendo pornografia e se masturbando, o que, segundo ele, lhe permite "se perder".
Em uma noite com seus dois melhores amigos, Bobby e Danny, Jon vê Barbara Sugarman, uma jovem de origem mais rica. Embora ela o ache interessante, ela recusa sua oferta por uma noite. Ele a encontra no Facebook e a convida para almoçar. Há atração mútua, mas Barbara insiste em um namoro de longo prazo, que ocorre por mais de um mês sem sexo. Ela incentiva Jon a ter aulas noturnas para conseguir um emprego de escritório fora da indústria de serviços, e Jon se entrega ao seu amor por filmes de romance, que ele geralmente rejeita como fantasia irreal. Eles conhecem a família um do outro e os pais de Jon a amam.
Os dois fazem sexo, mas Jon ainda está insatisfeito. Ele ama Barbara e considera seu corpo perfeito, mas ainda acha a pornografia mais satisfatória. Enquanto ela dorme, Jon assiste pornografia. Barbara o pega e fica chocada. Ela se prepara para deixar Jon, mas ele nega que assista pornografia e alega que foi uma piada enviada por um amigo a ele.
O relacionamento deles é retomado, com Jon assistindo pornografia principalmente fora de seu apartamento, escondendo seu hábito de Barbara. Ele é pego assistindo a um vídeo erótico em seu telefone celular antes de uma aula da faculdade por Esther, uma mulher de meia-idade que Jon encontrou chorando sozinha. Jon educadamente a afasta. Barbara continua afirmando o controle, insistindo que limpar seu próprio apartamento, tarefa que Jon acha satisfatória, não é algo que ela se sinta confortável com ele. Barbara verifica o histórico do navegador no computador de Jon, confronta-o com a prova de que ele continuou vendo pornografia e depois encerra o relacionamento.
Jon tenta retornar ao seu antigo estilo de vida, mas acaba em uma espiral descendente. Esther continua alcançando, oferecendo a Jon o benefício de sua experiência. Ela empresta a ele um vídeo erótico que acredita ter uma representação mais realista das relações sexuais. Ele responde iniciando um encontro sexual em seu carro estacionado. Ela convence Jon a tentar se masturbar sem pornografia, mas ele é incapaz. Ela sente que a razão de ele estar mais satisfeito com assistir do que fazer sexo é que a pornografia é um caso unilateral. Se Jon quer se perder, deve ser para outra pessoa, uma experiência mútua. Esther revela que seu marido e filho morreram em um acidente de carro. Com ela, Jon forma uma conexão sexual emocional.
Jon conta a sua família sobre o rompimento com Barbara. Enquanto eles estão descontentes, sua irmã Monica afirma que Barbara estava namorando Jon porque sabia que poderia manipulá-lo. Jon se encontra com Barbara e pede desculpas por mentir para ela sobre a pornografia. Barbara diz que pediu uma coisa a ele e ele falhou. Jon responde que ela pediu muitas coisas a ele e ele não conseguiu atender às expectativas dela. Como ela diz para ele nunca mais entrar em contato consigo, Jon vê como ela é superficial e percebe que está melhor sem ela.
Jon começa a namorar Esther. Embora ela seja consideravelmente mais velha e não tenha nenhum interesse em se casar, Jon acredita que realmente entende Esther e que elas podem se perder emocionalmente um no outro.

## Elenco

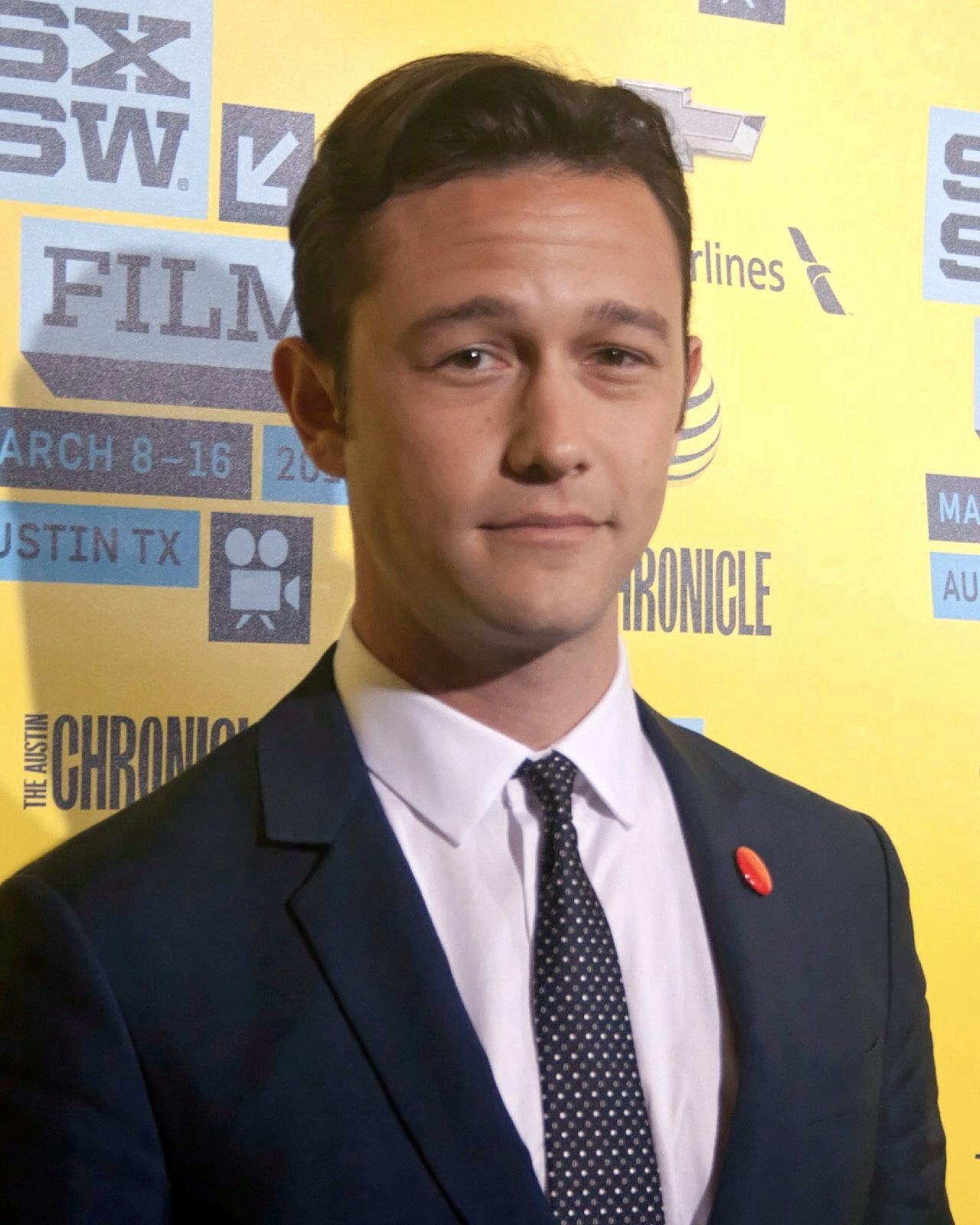
Joseph Gordon-Levitt na estreia de Don Jon no SXSW

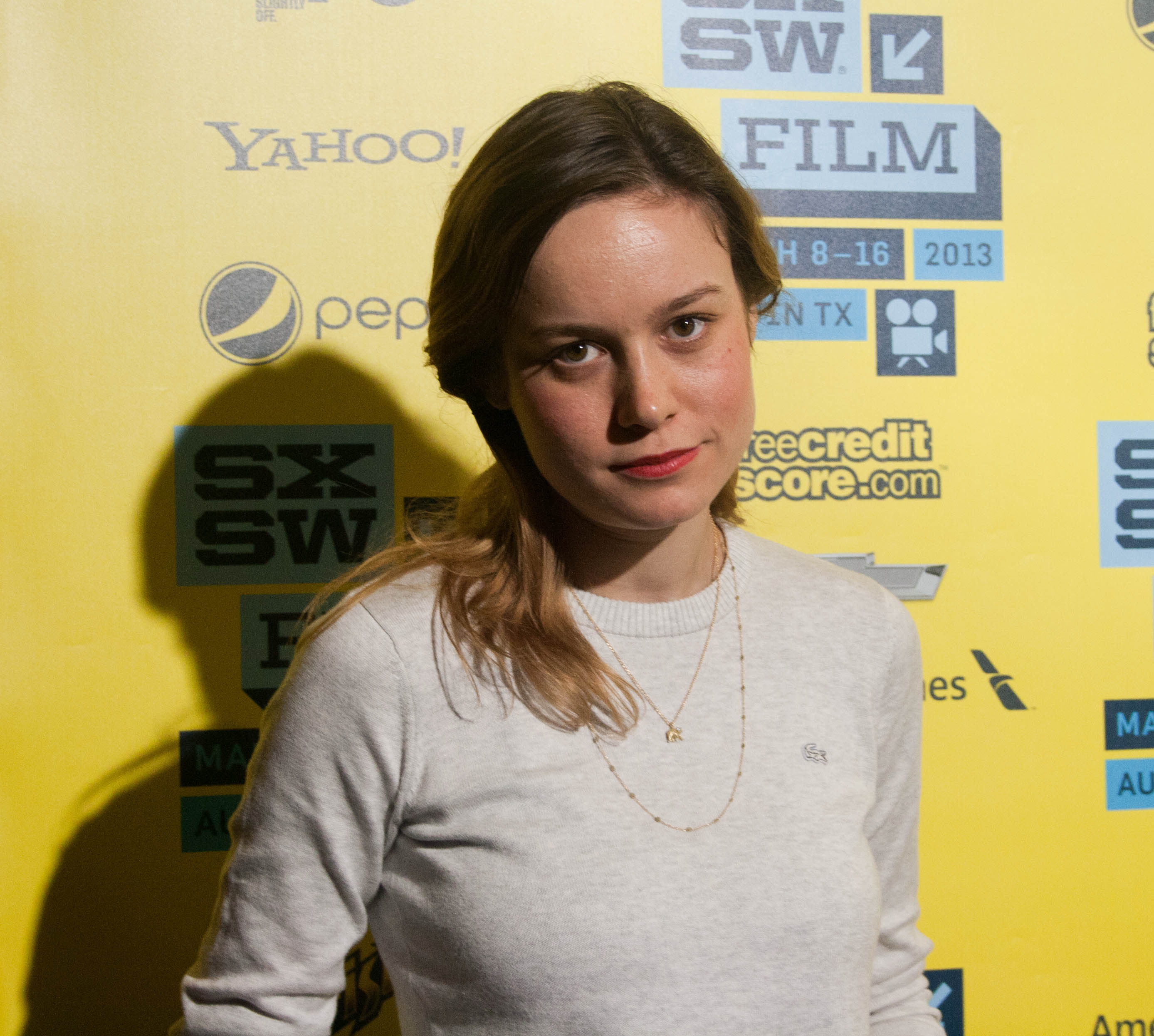
Brie Larson na estreia de Don Jon no SXSW

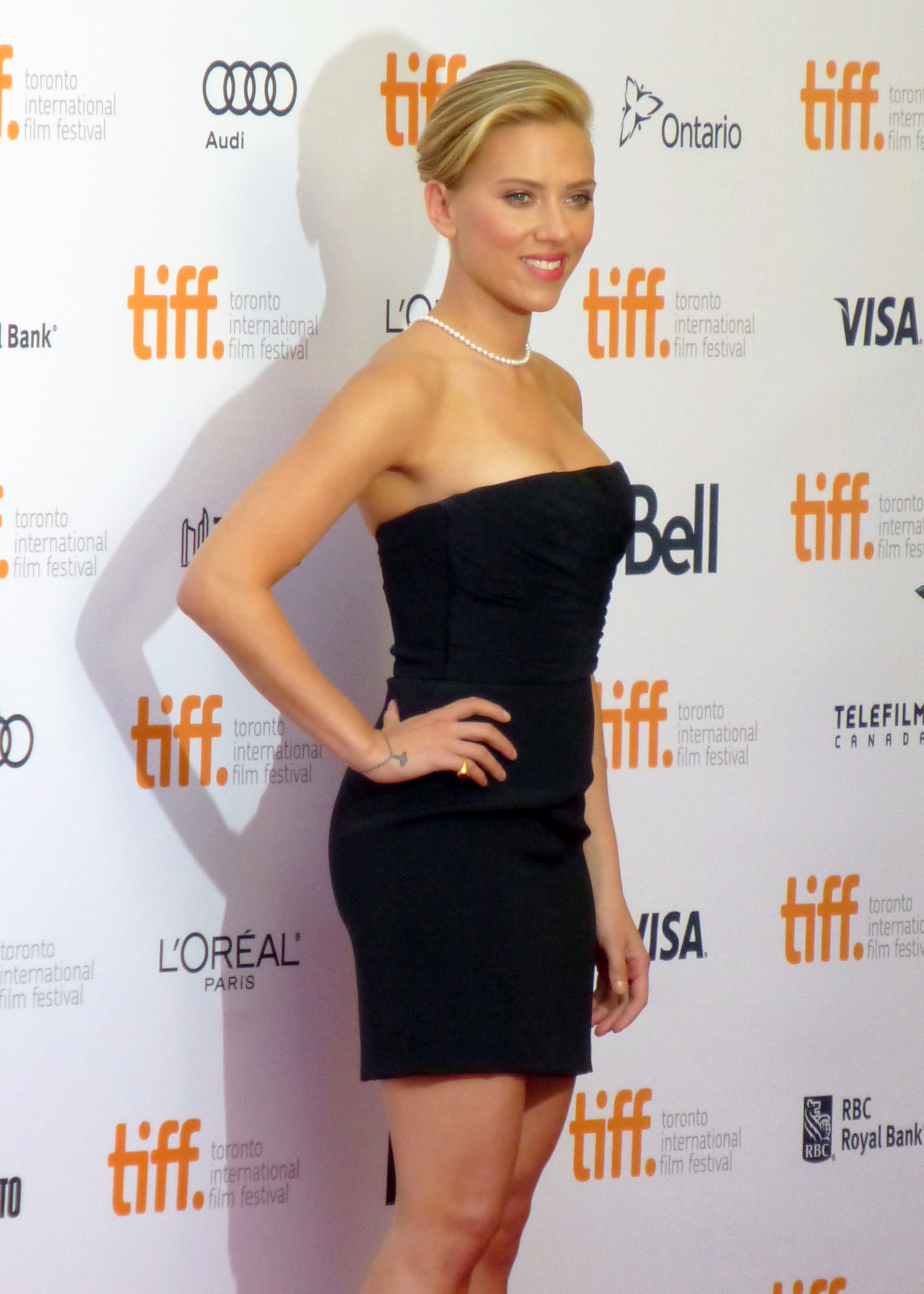
Scarlett Johansson na estreia de Don Jon no Festival de Toronto

- Joseph Gordon-Levitt .... Jon Martello Jr.
- Scarlett Johansson .... Barbara Sugarman
- Julianne Moore .... Esther
- Tony Danza .... Jon Martello, Sr.
- Glenne Headly .... Angela Martello
- Brie Larson .... Monica Martello
- Rob Brown .... Bobby
- Jeremy Luke .... Danny
- Paul Ben-Victor .... Priest
- Lindsey Broad .... Lauren
- Anne Hathaway .... Emily Lombardo
- Channing Tatum .... Conner Verreaux
- Meagan Good .... atriz de Hollywood #2
- Cuba Gooding Jr. .... ator de Hollywood #2
- Sarah Dumont .... Sequins

## Produção
Johnson deu feedback durante o processo de redação e revisou vários cortes do filme. Christopher Nolan alertou a Gordon-Levitt sobre dirigir e atuar no filme devido aos desafios extras que ele traria.
Gordon-Levitt creditou sua experiência na direção de curtas-metragens para a HitRecord por ensinar a ele o que ele precisava saber para fazer Don Jon e disse que espera fazer filmes de maneira mais colaborativa no futuro.
A filmagem principal de Don Jon começou em maio de 2012 e ocorreram em Hackensack, Nova Jersey e em Los Angeles, na Califórnia.

### Classificação etária
Nos Estados Unidos, o filme foi originalmente certificado como NC-17 pela Motion Picture Association of America, devido a pornografia explícita que Jon assiste. Gordon-Levitt decidiu remover algumas das cenas mais gráficas para se qualificar para a classificação "R", porque achava que a classificação original faria as pessoas pensarem que o filme era sobre pornografia.

## Recepção
Don Jon recebeu críticas positivas dos críticos, com a maioria elogiando as performances principais, especialmente as de Gordon-Levitt. Rotten Tomatoes dá ao filme uma taxa de aprovação de 79%, com base em críticas de 199 críticos, com uma média de classificação de 6.8/10. O consenso crítico do site declara: "Don Jon prova ser uma estréia amigável de direção para Joseph Gordon-Levitt, e uma exibição animada de sua co-estrela, Scarlett Johansson". Metacritic dá uma pontuação de 66 em 100, com base em críticas de 41 críticos, indicando críticas "geralmente favoráveis". O público pesquisado pelo CinemaScore no fim de semana de abertura deu a Don Jon uma nota C+.
Jess Cagle do Entertainment Weekly chamou o filme de "um dos melhores filmes que vi no festival e escreveu: engraçado, tocante, inteligente e extremamente confiante, Don Jon também estréia Gordon-Levitt como diretor, e estabelece-lo como um dos mais interessantes novos diretores de Hollywood". William Goss, do Film.com, elogiou Levitt por seu "estilo garantido" como diretor e roteirista. Edward Douglas, do ComingSoon.net, elogiou o roteiro. O consenso do filme quando ele foi exibido no Festival de Cinema de Sundance, conforme observado por Odie Henderson, era que Don Jon foi uma "versão mais divertida" do filme Shame, de 2011.
As atrizes coadjuvantes Scarlett Johansson e Julianne Moore também receberam elogios por suas performances.

### Bilheteria
Don Jon faturou US$24,5 milhões na América do Norte e US$16,5 milhões internacionalmente, perfazendo um total global de US$41 milhões.

### Premiações
| Prêmio                                 | Categoria                               | Destinatário                                                      | Resultado |
| -------------------------------------- | --------------------------------------- | ----------------------------------------------------------------- | --------- |
| Bombay International Film Festival     | Golden Gateway                          | Joseph Gordon-Levitt                                              | Indicado  |
| COFCA Award                            | Artista Revelação                       | Brie Larson                                                       | Indicado  |
| Chicago Film Critics Association Award | Cineasta mais promissor                 | Joseph Gordon-Levitt                                              | Indicado  |
| Denver Film Critics Society Award      | Melhor Filme de Comédia                 | Melhor Filme de Comédia                                           | Indicado  |
| Georgia Film Critics Association       | Prêmio inovador                         | Brie Larson                                                       | Venceu    |
| Golden Trailer Awards                  | Prêmio Don LaFontaine de Melhor Locução | Mark Woolen & Associates                                          | Indicado  |
| Golden Trailer Awards                  | Trailer Mais Original                   | J.D. Funari Dylan O'Neil Sohini Sengupta Mark Woolen & Associates | Indicado  |
| Golden Trailer Awards                  | Prêmio Don LaFontaine de Melhor Locução | J.D. Funari Dylan O'Neil Sohini Sengupta Mark Woolen & Associates | Indicado  |
| Gotham Award                           | Melhor atriz                            | Scarlett Johansson                                                | Indicado  |
| IGN Summer Movie Awards                | Melhor Filme de Comédia                 | Melhor Filme de Comédia                                           | Indicado  |
| Prêmios Independent Spirit             | Melhor Primeiro Roteiro                 | Joseph Gordon-Levitt                                              | Indicado  |
| Jupiter Award                          | Melhor Ator Internacional               | Joseph Gordon-Levitt                                              | Indicado  |
| Key Art Award                          | Melhor Trailer—Áudio/Visual             | J.D. Funari Dylan O'Neil Sohini Sengupta Mark Woolen & Associates | Indicado  |
| MTV Movie Award                        | Melhor Beijo                            | Scarlett Johansson                                                | Indicado  |
| MTV Movie Award                        | Melhor Beijo                            | Joseph Gordon-Levitt                                              | Indicado  |
| Phoenix Film Critics Society Award     | Desempenho inovador atrás da câmera     | Joseph Gordon-Levitt                                              | Indicado  |
| Prism Awards                           | Performance em um longa-metragem        | Joseph Gordon-Levitt                                              | Indicado  |
| Prism Awards                           | Longa-metragem-Saúde Mental             | Longa-metragem-Saúde Mental                                       | Indicado  |

## Mídia doméstica
Don Jon foi lançado em DVD e Blu-ray em 31 de dezembro de 2013 (Véspera de Ano Novo).